# Fortunate Son
«Fortunate Son» — пісня американського рок-гурту Creedence Clearwater Revival, випущена на їхньому четвертому студійному альбомі Willy and the Poor Boys у жовтні 1969 року. До цього вона вже вийшла як сингл у вересні 1969 року з піснею Down on the Corner на зворотному боці платівки.
Пісня стала гімном антивоєнного руху під час В'єтнамської війни та яскравим символом спротиву контркультури проти захоплення влади з боку уряду. Вона висловлювала протест проти призову до армії та водночас демонструвала солідарність з солдатами, які воювали у В’єтнамі. Пісня широко використовувалася у популярній культурі у контексті зображення В’єтнамської війни та антивоєнного руху.
У США пісня досягла 14-го місця в чартах 22 листопада 1969 року — за тиждень до того, як Billboard змінив методологію оцінювання подвійних синглів. Вже наступного тижня обидві пісні піднялися до 9-го місця, а ще через три тижні, 20 грудня 1969 року, сягнули піку — 3-го місця.
У грудні 1970 року пісня отримала золоту сертифікацію від RIAA. Видання Pitchfork Media поставило її на 17-е місце у списку «200 найкращих пісень 1960-х років». Rolling Stone у 2004 та 2010 роках включав її до списку «500 найкращих пісень усіх часів» на 99-е місце, а в оновленому рейтингу 2020 року вона посіла 227-е місце. У 2013 році пісню було внесено до Національного реєстру звукозаписів Бібліотеки Конгресу США як таку, що має «культурне, історичне або естетичне значення».
У 2025 році Rolling Stone поставив Fortunate Son на 13-е місце у своєму списку «100 найкращих протестних пісень усіх часів».

## Походження
Пісня, випущена в період активної участі США у В’єтнамській війні, не містить прямої критики саме цієї війни. Натомість, за словами її автора Джона Фогерті, «вона більше говорить про несправедливість класової системи, ніж про саму війну», зокрема про те, як діти багатіїв могли уникати призову. «Це стара приказка про те, як багаті чоловіки починають війни, а бідні змушені їх вести».
У 2015 році, виступаючи в телешоу The Voice, він також сказав:
Думки, що стояли за цією піснею — це був великий гнів. Тоді тривала В’єтнамська війна... Я був призваний, мене змушували воювати, але ніхто насправді не пояснив навіщо. Все це кипіло всередині мене, і я сів на край ліжка — і так з’явилися слова «It ain't me, it ain't me, I ain't no senator's son!» (Це не я, це не я, я не син сенатора!). Знаєте, написання пісні зайняло близько 20 хвилин.— Джон Фогерті.
У своїх мемуарах 2015 року Фогерті згадує, що коли він писав «Fortunate Son», то думав про Девіда Ейзенхауера — онука президента Дуайта Ейзенхауера, який після супроводу Джулі Ніксон (доньки тодішнього обраного президента Річарда Ніксона) на міжнародному балу дебютанток одружився з нею в 1968 році. Девід Ейзенхауер провів три роки у війську, переважно як офіцер на борту USS Albany у Середземному морі.
«Fortunate Son» насправді не була натхненна якоюсь однією подією. Джулі Ніксон зустрічалася з Девідом Ейзенхауером. Постійно чули про сина того чи іншого сенатора або конгресмена, який отримав відстрочку від служби або якусь престижну посаду у війську. Вони здавалися привілейованими, і незалежно від того, хотіли вони цього чи ні, ці люди були символами того, що на них не поширювалося те, що творили їхні батьки. Вони не відчували на собі те саме, що решта з нас.— Джон Фогерті.

## Сприйняття
Журнал Billboard зазначив, що пісня має «настрій і характер нещодавнього хіта гурту ['Green River']».
Після виходу синглу видання Record World припустило, що ця пісня може стати найбільшим хітом Creedence Clearwater Revival на той момент.
Критик Ultimate Classic Rock Браян Вавзинек назвав тексти Fortunate Son найкращими у творчості Фогерті, зазначивши:
Велич пісні визначає не лише емоційність Фогерті, а й його слова. «Star-spangled eyes» (очі, розписані зірками) — це один з найкращих описових виразів в історії рок-н-ролу, унікально американський варіант «рожевих окулярів».— Браян Вавзинек.